# 我亲爱的鬼舍友
《我亲爱的鬼舍友》（羅馬化：Phom Kub Phee Nai Hong）由班迪·辛纳帕拉迪（Tee）执导，苏帕努·洛瀚帕尼（Nut）、塔纳瓦特·功苏皖（Plan）主演的泰国同志悬疑爱情喜剧。剧集改编自raflael的同名漫画，于2022年1月19日起每周三晚11时在泰国第3电视台播出。

## 演员阵容
- 苏帕努·洛瀚帕尼（Nut） 饰演 Phob
- 塔纳瓦特·功苏皖（Plan） 饰演 Phat
- 彭沙通·帕努吉迪翁（Green） 饰演 Ben
- 塔纳科恩·库尔贾拉松巴特
- Chanokwanun Rakcheep（Took）
- Sumitta Duangkaew（Faii）
- Duangjai Hiransri（Phiao）
- Michelli Tan
- 素科尔·萨斯喀彻温
- 坦纳永·王特拉库（英语：Thanayong Wongtrakul）（Kradum） 饰演 Phra Krai
- Tanachai Kulcharoentanachot（Act）饰演 Win